# Bouleternère
Bouleternère – miejscowość i gmina we Francji, w regionie Oksytania, w departamencie Pireneje Wschodnie.
Według danych na rok 1990 gminę zamieszkiwało 625 osób, a gęstość zaludnienia wynosiła 59 osób/km² (wśród 1545 gmin Langwedocji-Roussillon Bouleternère plasuje się na 457. miejscu pod względem liczby ludności, natomiast pod względem powierzchni na miejscu 720.). 

## Zabytki
Zabytki w Bouleternère posiadające status monument historique:
- kościół św. Sulpicjusza (Église Saint-Sulpice)